# Senatori della legislatura 2008-2012 della Romania
Questo elenco riporta i nomi dei senatori della legislatura 2008-2012 della Romania dopo le elezioni parlamentari del 2008 per gruppo parlamentare di adesione nella "composizione storica".

## Riepilogo della composizione

### Riepilogo dei seggi alle liste
Di seguito tabella riassuntiva del numero dei mandati assegnati a ciascun partito e coalizione ad inizio legislatura.
| Liste                  | Liste                                 | Seggi |
| ---------------------- | ------------------------------------- | ----- |
|                        | Partito Democratico Liberale          | 51    |
|                        | Partito Social Democratico            | 48    |
|                        | Partito Conservatore                  | 1     |
| Totale Alleanza PSD+PC | Totale Alleanza PSD+PC                | 49    |
|                        | Partito Nazionale Liberale            | 28    |
|                        | Unione Democratica Magiara di Romania | 9     |
| Totale                 | Totale                                | 137   |

### Riepilogo dei gruppi parlamentari
Di seguito tabella riassuntiva del numero dei mandati suddivisi per gruppo parlamentare ad inizio e fine legislatura e al 1º gennaio di ogni anno.
| Gruppi parlamentari | Gruppi parlamentari                   | Inizio | 2009 | 2010 | 2011 | 2012 | Fine | Differenza tra fine e inizio legislatura |
| ------------------- | ------------------------------------- | ------ | ---- | ---- | ---- | ---- | ---- | ---------------------------------------- |
|                     | Partito Democratico Liberale          | 51     | 51   | 52   | 50   | 47   | 34   | -17                                      |
|                     | Partito Social Democratico            | 49     | 49   | 46   | 46   | 41   | 40   | -9                                       |
|                     | Partito Nazionale Liberale            | 28     | 28   | 24   | 21   | 24   | 26   | -2                                       |
|                     | Unione Democratica Magiara di Romania | 9      | 9    | 9    | 9    | 8    | 7    | -2                                       |
|                     | Gruppo parlamentare progressista      | -      | -    | 6    | 11   | 14   | 11   | +11                                      |
|                     | Non iscritti                          | -      | -    | -    | -    | 1    | 1    | +2                                       |
| Totale              | Totale                                | 137    | 137  | 137  | 137  | 135  | 119  | -18                                      |

## Gruppi parlamentari

### Partito Democratico Liberale

#### Presidente
- Cristian Rădulescu (dal 4 ottobre 2010)
- Traian Constantin Igaș (fino al 4 ottobre 2010)

#### Vicepresidenti
- Gheorghe Bîrlea
- Toader Mocanu
- Dumitru Oprea (dal 2 marzo 2011)
- Mircea Marius Banias (fino al 1º febbraio 2012)
- Iulian Bădescu (dal 10 febbraio 2010 al 2 giugno 2010)

#### Segretari
- Marian Iulian Rasaliu

#### Membri
- Florin Mircea Andrei
- Ion Ariton
- Ion Bara
- Petru Bașa
- Radu Berceanu
- Gheorghe Bîrlea
- Vasile Blaga
- Anca Boagiu
- Viorel Constantinescu
- Radu Alexandru Feldman
- Sorin Fodoreanu
- Mihail Hărdău
- Augustin Daniel Humelnicu
- Traian Constantin Igaș
- Dorel Jurcan
- Alexandru Mocanu
- Toader Mocanu
- Marius Gerard Necula
- Orest Onofrei
- Dumitru Oprea
- Tudor Panțuru
- Alexandru Pereș
- Vasile Pintilie
- Marian Iulian Rasaliu
- Cristian Rădulescu
- Ion Rușeț
- Ioan Sbîrciu
- Dumitru Florian Staicu
- Mihai Stănișoară
- Tudor Udriștoiu
- Iulian Urban
- Viorel Riceard Badea (fino all'8 maggio 2012 e dal 6 luglio 2012)
- Gheorghe David (fino al 26 giugno 2012 e dal 5 luglio 2012)
- Gabriel Berca (dal 7 aprile 2010)
- Dorel Constantin Vasile Borza (fino al 12 settembre 2012)
- Mihai Niță (fino al 5 luglio 2012)
- Valentin Gigel Calcan (fino al 2 luglio 2012)
- Ovidiu Marian (fino al 26 giugno 2012)
- Tiberiu Aurelian Prodan (dal 5 ottobre 2009 al 18 giugno 2012)
- Sorina Luminița Plăcintă (fino al 13 giugno 2012)
- Constantin Dumitru (fino al 29 maggio 2012)
- Petru Filip (fino al 2 maggio 2012)
- Nicolae Dobra (fino al 23 aprile 2012)
- Dorin Păran (fino al 23 aprile 2012)
- Mihaela Popa (fino al 23 aprile 2012)
- Iosif Secășan (fino al 10 aprile 2012)
- Mircea Marius Banias (fino al 1º febbraio 2012)
- Mircea Cinteză (fino al 9 dicembre 2011)
- Șerban Rădulescu (fino al 9 giugno 2011)
- Vasile Nistor (fino al 23 marzo 2011)
- Gabriel Mutu (fino al 18 ottobre 2010)
- Georgică Severin (fino al 14 settembre 2010)
- Iulian Bădescu (fino al 2 giugno 2010)

### Partito Social Democratico
Fino al 1º febbraio 2011 composto anche dai membri del Partito Conservatore.

#### Presidente
- Ilie Sârbu (dal 1º settembre 2010)
- Ion Toma (fino al 1º settembre 2010)

#### Vicepresidenti
- Viorel Arcaș
- Trifon Belacurencu (dal 5 settembre 2012)
- Laurențiu Florian Coca (dal 4 settembre 2012)
- Elena Mitrea (dal 4 settembre 2012)
- Alexandru Cordoș (fino al 4 settembre 2012)
- Ioan Mang (fino al 9 luglio 2012)
- Iulian Bădescu (dal 15 dicembre 2011 al 29 giugno 2012)
- Vasile Cosmin Nicula (fino al 14 dicembre 2011)

#### Segretari
- Sorin Constantin Lăzar

#### Membri
- Ecaterina Andronescu
- Viorel Arcaș
- Gheorghe Pavel Bălan
- Trifon Belacurencu
- Marius Sorin Ovidiu Bota
- Ioan Chelaru
- Laurențiu Florian Coca
- Florin Constantinescu
- Alexandru Cordoș
- Titus Corlățean
- Petre Daea
- Mihăiță Găină
- Toni Greblă
- Sorin Constantin Lăzar
- Radu Cătălin Mardare
- Valer Marian
- Alexandru Mazăre
- Elena Mitrea
- Miron Mitrea
- Gavril Mîrza
- Nicolae Moga
- Sergiu Nicolaescu
- Vasile Cosmin Nicula
- Gheorghe Pop
- Nicolae Dănuț Prunea
- Ion Rotaru
- Gheorghe Saghian
- Daniel Savu
- Ilie Sârbu
- Doina Silistru
- Dan Șova
- Constantin Tămagă
- Șerban Valeca
- Cătălin Voicu
- Valentin Gigel Calcan (dal 2 luglio 2012)
- Cezar Mircea Măgureanu (dall'8 maggio 2012)
- Petru Filip (dal 2 maggio 2012)
- Vasile Ion (fino al 1º febbraio 2011 e dal 3 luglio 2012)
- Gabriel Mutu (dal 18 ottobre 2010)
- Georgică Severin (dal 14 settembre 2010)
- Gheorghe Marcu (fino al 4 novembre 2012)
- Ioan Mang (fino al 9 luglio 2012)
- Gheorghe David (dal 26 giugno 2012 al 5 luglio 2012)
- Iulian Bădescu (dal 2 giugno 2010 al 29 giugno 2012)
- Adrian Țuțuianu (fino al 29 giugno 2012)
- Lia Olguța Vasilescu (fino al 29 giugno 2012)
- Mircea Geoană (fino al 23 novembre 2011)
- Avram Crăciun (fino al 26 ottobre 2011)
- Ion Toma (fino al 30 maggio 2011)
- Dan Voiculescu (fino al 1º febbraio 2011)
- Cristian Diaconescu (fino al 24 febbraio 2010)
- Petru Șerban Mihăilescu (fino al 22 febbraio 2010)
- Corneliu Grosu (fino al 1º febbraio 2010)
- Laurențiu Chirvăsuță (fino al 16 dicembre 2009)
- Sorin Serioja Chivu (fino al 16 dicembre 2009)
- Anghel Iordănescu (fino al 28 ottobre 2009)

### Partito Nazionale Liberale
Dal 1º febbraio 2011 composto anche dai membri del Partito Conservatore.

#### Presidente
- Mario Ovidiu Oprea (dal 5 luglio 2012)
- Puiu Hașotti (fino al 5 luglio 2012)

#### Vicepresidenti
- Tiberiu Aurelian Prodan (dal 4 settembre 2012)
- Marius Petre Nicoară (dal 5 luglio 2012)
- Mario Ovidiu Oprea (fino al 5 luglio 2012)
- Emilian Valentin Frâncu (fino al 29 giugno 2012)

#### Segretari
- Liviu Titus Pașca

#### Membri
- Minerva Boitan
- Cristian David
- Ioan Ghișe
- Puiu Hașotti
- Paul Ichim
- Raymond Luca
- Marius Petre Nicoară
- Romeo Florin Nicoară
- Mario Ovidiu Oprea
- Liviu Titus Pașca
- Dan Rușanu
- Cristian George Țopescu
- Varujan Vosganian
- Dorel Constantin Vasile Borza (dal 12 settembre 2012)
- Mihai Niță (dal 5 luglio 2012)
- Tiberiu Aurelian Prodan (fino al 5 ottobre 2009 e dal 18 giugno 2012)
- Ovidiu Marian (dal 26 giugno 2012)
- Sorina Luminița Plăcintă (dal 13 giugno 2012)
- Constantin Dumitru (dal 29 maggio 2012)
- Dorin Păran (dal 24 aprile 2012)
- Mihaela Popa (dal 23 aprile 2012)
- Iosif Secășan (dall'11 aprile 2012)
- Mircea Marius Banias (dal 2 febbraio 2012)
- Șerban Rădulescu (dal 9 giugno 2011)
- Vasile Nistor (dal 23 marzo 2011)
- Mircea Diaconu (fino al 4 dicembre 2012)
- Viorel Riceard Badea (dall'8 maggio 2012 al 6 luglio 2012)
- Emilian Valentin Frâncu (fino al 29 giugno 2012)
- Vasile Mustățea (fino al 25 giugno 2012)
- Cornel Popa (fino al 25 giugno 2012)
- Dan Voiculescu (dal 1º febbraio 2011 al 25 giugno 2012)
- Marian Cristinel Bîgiu (fino al 23 giugno 2012)
- Nicolae Robu (fino al 22 giugno 2012)
- Teodor Meleșcanu (fino al 5 marzo 2012)
- Vasile Ion (dal 1º febbraio 2011 al 5 settembre 2011)
- Liviu Câmpanu (fino al 1º settembre 2009 e dal 1º febbraio 2011 al 23 marzo 2011)
- Constantin Sever Cibu (fino al 1º settembre 2010)
- Gabriel Berca (fino al 7 aprile 2010)
- Vasile Nedelcu (fino al 1º febbraio 2010)
- Cezar Mircea Măgureanu (fino al 13 ottobre 2009)
- Ovidius Mărcuțianu (fino al 13 ottobre 2009)

### Unione Democratica Magiara di Romania

#### Presidente
- Andras Levente Fekete Szabó (dal 1º febbraio 2010)
- Béla Markó (fino al 1º febbraio 2010)

#### Vicepresidenti
- Attila Zoltán Cseke (dal 4 settembre 2012)
- László Gyerkó (dal 1º febbraio 2010 al 20 dicembre 2011)
- Andras Levente Fekete Szabó (fino al 1º febbraio 2010)

#### Segretari
- Tiberiu Günthner (dal 4 settembre 2012)
- Tiberiu Bokor (dal 1º febbraio 2010 al 5 luglio 2012)
- Attila Zoltán Cseke (fino al 1º febbraio 2010)

#### Membri
- Álmos Albert
- Attila Zoltán Cseke
- Andras Levente Fekete Szabó
- György Frunda
- Tiberiu Günthner
- Béla Markó
- Attila Verestóy
- Tiberiu Bokor (fino al 5 luglio 2012)
- László Gyerkó (fino al 20 dicembre 2011)

### Gruppo parlamentare progressista
Composto inizialmente da membri indipendenti fuoriusciti principalmente da Partito Social Democratico e da Partito Nazionale Liberale nel corso del 2009. Dal 2010 composto dai membri del nuovo partito Unione Nazionale per il Progresso della Romania, creato dai fondatori del gruppo parlamentare.

#### Presidente
- Petru Șerban Mihăilescu (dal 1º novembre 2010)
- Liviu Câmpanu (dall'8 febbraio 2010 al 1º novembre 2010)

#### Vicepresidenti
- Sorin Serioja Chivu (dall'8 febbraio 2010)
- Cezar Mircea Măgureanu (dall'8 febbraio 2010 al 10 aprile 2012)

#### Segretari
- Constantin Sever Cibu (dal 1º novembre 2010)
- Ovidius Mărcuțianu (dall'8 febbraio 2010 al 1º novembre 2010)

#### Membri
- Nicolae Dobra (dal 24 aprile 2012)
- Avram Crăciun (dal 26 ottobre 2011)
- Ion Toma (dal 30 maggio 2011)
- Liviu Câmpanu (dal 1º settembre 2009 al 1º febbraio 2011 e dal 23 marzo 2011)
- Constantin Sever Cibu (dal 1º settembre 2010)
- Petru Șerban Mihăilescu (dal 22 febbraio 2010)
- Vasile Nedelcu (dal 1º febbraio 2010)
- Laurențiu Chirvăsuță (dal 16 dicembre 2009)
- Sorin Serioja Chivu (dal 16 dicembre 2009)
- Anghel Iordănescu (dal 28 ottobre 2009)
- Ovidius Mărcuțianu (dal 13 ottobre 2009)
- Corneliu Grosu (dal 1º febbraio 2010 al 13 novembre 2012)
- Cristian Diaconescu (dal 24 febbraio 2010 al 29 maggio 2012)
- Vasile Ion (dal 5 settembre 2011 al 2 maggio 2012)
- Cezar Mircea Măgureanu (dal 13 ottobre 2009 al 10 aprile 2012)

### Non iscritti

#### Membri
- Mircea Geoană (dal 23 novembre 2011)
- Vasile Ion (dal 2 maggio 2012 al 3 luglio 2012)
- Cezar Mircea Măgureanu (dal 10 aprile 2012 all'8 maggio 2012)

## Modifiche intervenute

### Modifiche intervenute nella composizione del Senato
- Il 9 dicembre 2011 Mircea Cinteză (Partito Democratico Liberale) si dimette dopo essere stato nominato membro del consiglio del Collegio dei medici di Bucarest[1].
- Il 20 dicembre 2011 László Gyerkó (Unione Democratica Magiara di Romania) si dimette dopo essere stato nominato membro del Consiglio della concorrenza[2].
- Il 5 marzo 2012 Teodor Meleșcanu (Partito Nazionale Liberale) si dimette dopo essere stato nominato direttore del Serviciul de Informații Externe[3].
- Il 29 maggio 2012 Cristian Diaconescu (Gruppo parlamentare progressista) si dimette dopo essere stato nominato consigliere del Presidente della Romania Traian Băsescu[4].
- Il 22 giugno 2012 Nicolae Robu (Partito Nazionale Liberale) si dimette dopo essere stato eletto sindaco di Timișoara.
- Il 23 giugno 2012 Marian Cristinel Bîgiu (Partito Nazionale Liberale) si dimette dopo essere stato eletto presidente del consiglio del distretto di Buzău.
- Il 25 giugno 2012 Vasile Mustățea (Partito Nazionale Liberale) si dimette dopo essere stato eletto presidente del consiglio del distretto di Giurgiu.
- Il 25 giugno 2012 Cornel Popa (Partito Nazionale Liberale) si dimette dopo essere stato eletto presidente del consiglio del distretto di Bihor.
- Il 25 giugno 2012 Dan Voiculescu (Partito Nazionale Liberale) si dimette in segno di protesta per il respingimento di un suo progetto di legge in tema di lotta all'evasione fiscale[5].
- Il 29 giugno 2012 Iulian Bădescu (Partito Social Democratico) si dimette dopo essere stato eletto sindaco di Ploiești.
- Il 29 giugno 2012 Emilian Valentin Frâncu (Partito Nazionale Liberale) si dimette dopo essere stato eletto sindaco di Râmnicu Vâlcea.
- Il 29 giugno 2012 Adrian Țuțuianu (Partito Social Democratico) si dimette dopo essere stato eletto presidente del consiglio del distretto di Dâmbovița.
- Il 29 giugno 2012 Lia Olguța Vasilescu (Partito Social Democratico) si dimette dopo essere stata eletta sindaco di Craiova.
- Il 5 luglio 2012 Tiberiu Bokor (Unione Democratica Magiara di Romania) si dimette dopo essere stato eletto sindaco di Târgu Secuiesc.
- Il 9 luglio 2012 Ioan Mang (Partito Social Democratico) si dimette dopo essere stato eletto vicepresidente del consiglio del distretto di Bihor[6].
- Il 4 novembre 2012 Gheorghe Marcu (Partito Social Democratico) si dimette dopo essere stato nominato vicepresidente della Commissione nazionale dei valori mobiliari (CNVM)[7].
- Il 13 novembre 2012 Corneliu Grosu (Gruppo parlamentare progressista) si dimette dopo essere stato nominato prefetto del distretto di Mureș[8].
- Il 4 dicembre 2012 Mircea Diaconu (Partito Nazionale Liberale) si dimette dopo la constatazione dell'incompatibilità della posizione di parlamentare e di direttore del teatro Nottara di Bucarest[9].

### Modifiche intervenute nella composizione dei gruppi

#### Partito Democratico Liberale
- Il 5 ottobre 2009 aderisce al gruppo Tiberiu Aurelian Prodan, proveniente dal gruppo del Partito Nazionale Liberale.
- Il 7 aprile 2010 aderisce al gruppo Gabriel Berca, proveniente dal gruppo del Partito Nazionale Liberale.
- Il 2 giugno 2010 lascia il gruppo Iulian Bădescu, che aderisce al gruppo del Partito Social Democratico.
- Il 14 settembre 2010 lascia il gruppo Georgică Severin, che aderisce al gruppo del Partito Social Democratico.
- Il 18 ottobre 2010 lascia il gruppo Gabriel Mutu, che aderisce al gruppo del Partito Social Democratico.
- Il 23 marzo 2011 lascia il gruppo Vasile Nistor, che aderisce al gruppo del Partito Nazionale Liberale.
- Il 9 giugno 2011 lascia il gruppo Șerban Rădulescu, che aderisce al gruppo del Partito Nazionale Liberale.
- Il 9 dicembre 2011 Mircea Cinteză (Partito Democratico Liberale) si dimette dopo essere stato nominato membro del consiglio del Collegio dei medici di Bucarest[1].
- Il 1º febbraio 2012 lascia il gruppo Mircea Marius Banias, che aderisce al gruppo del Partito Nazionale Liberale.
- Il 10 aprile 2012 lascia il gruppo Iosif Secășan, che aderisce al gruppo del Partito Nazionale Liberale.
- Il 23 aprile 2012 lasciano il gruppo Nicolae Dobra, che aderisce al gruppo parlamentare progressista, Dorin Păran e Mihaela Popa, che aderiscono al gruppo del Partito Nazionale Liberale.
- Il 2 maggio 2012 lascia il gruppo Petru Filip, che aderisce al gruppo del Partito Social Democratico.
- L'8 maggio 2012 lascia il gruppo Viorel Riceard Badea, che aderisce al gruppo del Partito Nazionale Liberale.
- Il 29 maggio 2012 lascia il gruppo Constantin Dumitru, che aderisce al gruppo del Partito Nazionale Liberale.
- Il 13 giugno 2012 lascia il gruppo Sorina Luminița Plăcintă, che aderisce al gruppo del Partito Nazionale Liberale.
- Il 18 giugno 2012 lascia il gruppo Tiberiu Aurelian Prodan, che aderisce al gruppo del Partito Nazionale Liberale.
- Il 26 giugno 2012 lasciano il gruppo Gheorghe David, che aderisce al gruppo del Partito Social Democratico, e Ovidiu Marian, che aderisce al gruppo del Partito Nazionale Liberale.
- Il 2 luglio 2012 lascia il gruppo Valentin Gigel Calcan, che aderisce al gruppo del Partito Social Democratico.
- Il 5 luglio 2012 aderisce al gruppo Gheorghe David, proveniente dal gruppo del Partito Social Democratico. Lascia il gruppo Mihai Niță, che aderisce al gruppo del Partito Nazionale Liberale.
- Il 6 luglio 2012 aderisce al gruppo Viorel Riceard Badea, proveniente dal gruppo del Partito Nazionale Liberale.
- Il 12 settembre 2012 lascia il gruppo Dorel Constantin Vasile Borza, che aderisce al gruppo del Partito Nazionale Liberale.

#### Partito Social Democratico
- Il 28 novembre 2009 lascia il gruppo Anghel Iordănescu, che aderisce al gruppo parlamentare progressista.
- Il 16 dicembre 2009 lasciano il gruppo Laurențiu Chirvăsuță e Sorin Serioja Chivu, che aderiscono al gruppo parlamentare progressista.
- Il 22 febbraio 2010 lascia il gruppo Petru Șerban Mihăilescu, che aderisce al gruppo parlamentare progressista.
- Il 1º febbraio 2010 lascia il gruppo Corneliu Grosu, che aderisce al gruppo parlamentare progressista.
- Il 24 febbraio 2010 lascia il gruppo Cristian Diaconescu, che aderisce al gruppo parlamentare progressista.
- Il 2 giugno 2010 aderisce al gruppo Iulian Bădescu, proveniente dal gruppo del Partito Democratico Liberale.
- Il 14 settembre 2010 aderisce al gruppo Georgică Severin, proveniente dal gruppo del Partito Democratico Liberale.
- Il 18 ottobre 2010 aderisce al gruppo Gabriel Mutu, proveniente dal gruppo del Partito Democratico Liberale.
- Il 1º febbraio 2011 lasciano il gruppo Vasile Ion e Dan Voiculescu, che aderiscono al gruppo del Partito Nazionale Liberale.
- Il 30 maggio 2011 lascia il gruppo Ion Toma, che aderisce al gruppo parlamentare progressista.
- Il 23 novembre 2011 lascia il gruppo Mircea Geoană, che aderisce al gruppo dei Non iscritti.
- Il 26 ottobre 2011 lascia il gruppo Avarm Crăciun, che aderisce al gruppo parlamentare progressista.
- Il 2 maggio 2012 aderisce al gruppo Petru Filip, proveniente dal gruppo del Partito Democratico Liberale.
- L'8 maggio 2012 aderisce al gruppo Cezar Mircea Măgureanu, proveniente dal gruppo dei Non iscritti.
- Il 26 giugno 2012 aderisce al gruppo Gheorghe David, proveniente dal gruppo del Partito Democratico Liberale.
- Il 29 giugno 2012 Iulian Bădescu (Partito Social Democratico) si dimette dopo essere stato eletto sindaco di Ploiești.
- Il 29 giugno 2012 Adrian Țuțuianu (Partito Social Democratico) si dimette dopo essere stato eletto presidente del consiglio del distretto di Dâmbovița.
- Il 29 giugno 2012 Lia Olguța Vasilescu (Partito Social Democratico) si dimette dopo essere stata eletta sindaco di Craiova.
- Il 2 luglio 2012 aderisce al gruppo Valentin Gigel Calcan, proveniente dal gruppo del Partito Democratico Liberale.
- Il 3 luglio 2012 aderisce al gruppo Vasile Ion, proveniente dal gruppo dei Non iscritti.
- Il 5 luglio 2012 lascia il gruppo Gheorghe David, che aderisce al gruppo del Partito Democratico Liberale.
- Il 9 luglio 2012 Ioan Mang (Partito Social Democratico) si dimette dopo essere stato eletto vicepresidente del consiglio del distretto di Bihor[6].
- Il 4 novembre 2012 Gheorghe Marcu (Partito Social Democratico) si dimette dopo essere stato nominato vicepresidente della Commissione nazionale dei valori mobiliari (CNVM)[7].

#### Partito Nazionale Liberale
- Il 1º settembre 2009 lascia il gruppo Liviu Câmpanu, che aderisce al gruppo parlamentare progressista.
- Il 5 ottobre 2009 lascia il gruppo Tiberiu Aurelian Prodan, che aderisce al gruppo del Partito Democratico Liberale.
- Il 13 ottobre 2009 lasciano il gruppo Cezar Mircea Măgureanu e Ovidius Mărcuțianu, che aderiscono al gruppo parlamentare progressista.
- Il 1º febbraio 2010 lascia il gruppo Vasile Nedelcu, che aderisce al gruppo parlamentare progressista.
- Il 7 aprile 2010 lascia il gruppo Gabriel Berca, che aderisce al gruppo del Partito Democratico Liberale.
- Il 1º settembre 2010 lascia il gruppo Constantin Sever Cibu, che aderisce al gruppo parlamentare progressista.
- Il 1º febbraio 2011 aderiscono al gruppo Vasile Ion, Dan Voiculescu, provenienti dal gruppo del Partito Social Democratico, e Liviu Câmpanu, proveniente dal gruppo parlamentare progressista.
- Il 23 marzo 2011 aderisce al gruppo Vasile Nistor, proveniente dal gruppo del Partito Democratico Liberale. Lascia il gruppo Liviu Câmpanu, che aderisce al gruppo parlamentare progressista.
- Il 9 giugno 2011 aderisce al gruppo Șerban Rădulescu, proveniente dal gruppo del Partito Democratico Liberale.
- Il 5 settembre 2011 lascia il gruppo Vasile Ion, che aderisce al gruppo parlamentare progressista.
- Il 2 febbraio 2012 aderisce al gruppo Mircea Marius Banias, proveniente dal gruppo del Partito Democratico Liberale.
- Il 5 marzo 2012 Teodor Meleșcanu (Partito Nazionale Liberale) si dimette dopo essere stato nominato direttore del Serviciul de Informații Externe[3].
- L'11 aprile 2012 aderisce al gruppo Iosif Secășan, proveniente dal gruppo del Partito Democratico Liberale.
- Il 23 aprile 2012 aderisce al gruppo Mihaela Popa, proveniente dal gruppo del Partito Democratico Liberale.
- Il 24 aprile 2012 aderisce al gruppo Dorin Păran, proveniente dal gruppo del Partito Democratico Liberale.
- L'8 maggio 2012 aderisce al gruppo Viorel Riceard Badea, proveniente dal gruppo del Partito Democratico Liberale.
- Il 29 maggio 2012 aderisce al gruppo Constantin Dumitru, proveniente dal gruppo del Partito Democratico Liberale.
- Il 13 giugno 2012 aderisce al gruppo Sorina Luminița Plăcintă, proveniente dal gruppo del Partito Democratico Liberale.
- Il 18 giugno 2012 aderisce al gruppo Tiberiu Aurelian Prodan, proveniente dal gruppo del Partito Democratico Liberale.
- Il 22 giugno 2012 Nicolae Robu (Partito Nazionale Liberale) si dimette dopo essere stato eletto sindaco di Timișoara.
- Il 23 giugno 2012 Marian Cristinel Bîgiu (Partito Nazionale Liberale) si dimette dopo essere stato eletto presidente del consiglio del distretto di Buzău.
- Il 25 giugno 2012 Vasile Mustățea (Partito Nazionale Liberale) si dimette dopo essere stato eletto presidente del consiglio del distretto di Giurgiu.
- Il 25 giugno 2012 Cornel Popa (Partito Nazionale Liberale) si dimette dopo essere stato eletto presidente del consiglio del distretto di Bihor.
- Il 25 giugno 2012 Dan Voiculescu (Partito Nazionale Liberale) si dimette in segno di protesta per il respingimento di un suo progetto di legge in tema di lotta all'evasione fiscale[5].
- Il 26 giugno 2012 aderisce al gruppo Ovidiu Marian, proveniente dal gruppo del Partito Democratico Liberale.
- Il 29 giugno 2012 Emilian Valentin Frâncu (Partito Nazionale Liberale) si dimette dopo essere stato eletto sindaco di Râmnicu Vâlcea.
- Il 5 luglio 2012 aderisce al gruppo Mihai Niță, proveniente dal gruppo del Partito Democratico Liberale.
- Il 6 luglio 2012 lascia il gruppo Viorel Riceard Badea, che aderisce al gruppo del Partito Democratico Liberale.
- Il 12 settembre 2012 aderisce al gruppo Dorel Constantin Vasile Borza, proveniente dal gruppo del Partito Democratico Liberale.
- Il 4 dicembre 2012 Mircea Diaconu (Partito Nazionale Liberale) si dimette dopo la constatazione dell'incompatibilità della posizione di parlamentare e di direttore del teatro Nottara di Bucarest[9].

#### Unione Democratica Magiara di Romania
- Il 20 dicembre 2011 László Gyerkó (Unione Democratica Magiara di Romania) si dimette dopo essere stato nominato membro del Consiglio della concorrenza[2].
- Il 5 luglio 2012 Tiberiu Bokor (Unione Democratica Magiara di Romania) si dimette dopo essere stato eletto sindaco di Târgu Secuiesc.

#### Gruppo parlamentare progressista
- Il 1º settembre 2009 aderisce al gruppo Liviu Câmpanu, proveniente dal gruppo del Partito Nazionale Liberale.
- Il 13 ottobre 2009 aderiscono al gruppo Cezar Mircea Măgureanu e Ovidius Mărcuțianu, proveniente dal gruppo del Partito Nazionale Liberale.
- Il 28 ottobre 2009 aderisce al gruppo Anghel Iordănescu, proveniente dal gruppo del Partito Social Democratico.
- Il 16 dicembre 2009 aderiscono al gruppo Laurențiu Chirvăsuță e Sorin Serioja Chivu, provenienti dal gruppo del Partito Social Democratico.
- Il 1º febbraio 2010 aderiscono al gruppo Corneliu Grosu, proveniente dal gruppo del Partito Social Democratico, e Vasile Nedelcu, proveniente dal gruppo del Partito Nazionale Liberale.
- Il 22 febbraio 2010 aderisce al gruppo Petru Șerban Mihăilescu, proveniente dal gruppo del Partito Social Democratico.
- Il 24 febbraio 2010 aderisce al gruppo Cristian Diaconescu, proveniente dal gruppo del Partito Social Democratico.
- Il 1º settembre 2010 aderisce al gruppo Constantin Sever Cibu, proveniente dal gruppo del Partito Nazionale Liberale.
- Il 1º febbraio 2011 lascia il gruppo Liviu Câmpanu, che aderisce al gruppo del Partito Nazionale Liberale.
- Il 30 maggio 2011 aderisce al gruppo Ion Toma, proveniente dal gruppo del Partito Social Democratico.
- Il 5 settembre 2011 aderisce al gruppo Vasile Ion, proveniente dal gruppo del Partito Nazionale Liberale.
- Il 26 ottobre 2011 aderisce al gruppo Avram Crăciun, proveniente dal gruppo del Partito Social Democratico.
- Il 23 marzo 2011 aderisce al gruppo Liviu Câmpanu, proveniente dal gruppo del Partito Nazionale Liberale.
- Il 10 aprile 2012 lascia il gruppo Cezar Mircea Măgureanu, che aderisce al gruppo dei Non iscritti.
- Il 24 aprile 2012 aderisce al gruppo Nicolae Dobra, proveniente dal gruppo del Partito Democratico Liberale.
- Il 2 maggio 2012 lascia il gruppo Vasile Ion, che aderisce al gruppo dei Non iscritti.
- Il 29 maggio 2012 Cristian Diaconescu (Gruppo parlamentare progressista) si dimette dopo essere stato nominato consigliere del Presidente della Romania Traian Băsescu[4].
- Il 13 novembre 2012 Corneliu Grosu (Gruppo parlamentare progressista) si dimette dopo essere stato nominato prefetto del distretto di Mureș[8].

#### Non iscritti
- Il 23 novembre 2011 aderisce alla componente Mircea Geoană, proveniente dal gruppo del Partito Social Democratico.
- Il 10 aprile 2012 aderisce alla componente Cezar Mircea Măgureanu, proveniente dal gruppo parlamentare progressista.
- Il 2 maggio 2012 aderisce alla componente Vasile Ion, proveniente dal gruppo parlamentare progressista.
- L'8 maggio 2012 lascia la componente Cezar Mircea Măgureanu, che aderisce al gruppo del Partito Social Democratico.
- Il 3 luglio 2012 lascia la componente Vasile Ion, che aderisce al gruppo del Partito Social Democratico.